# 朱利奥·拉卡

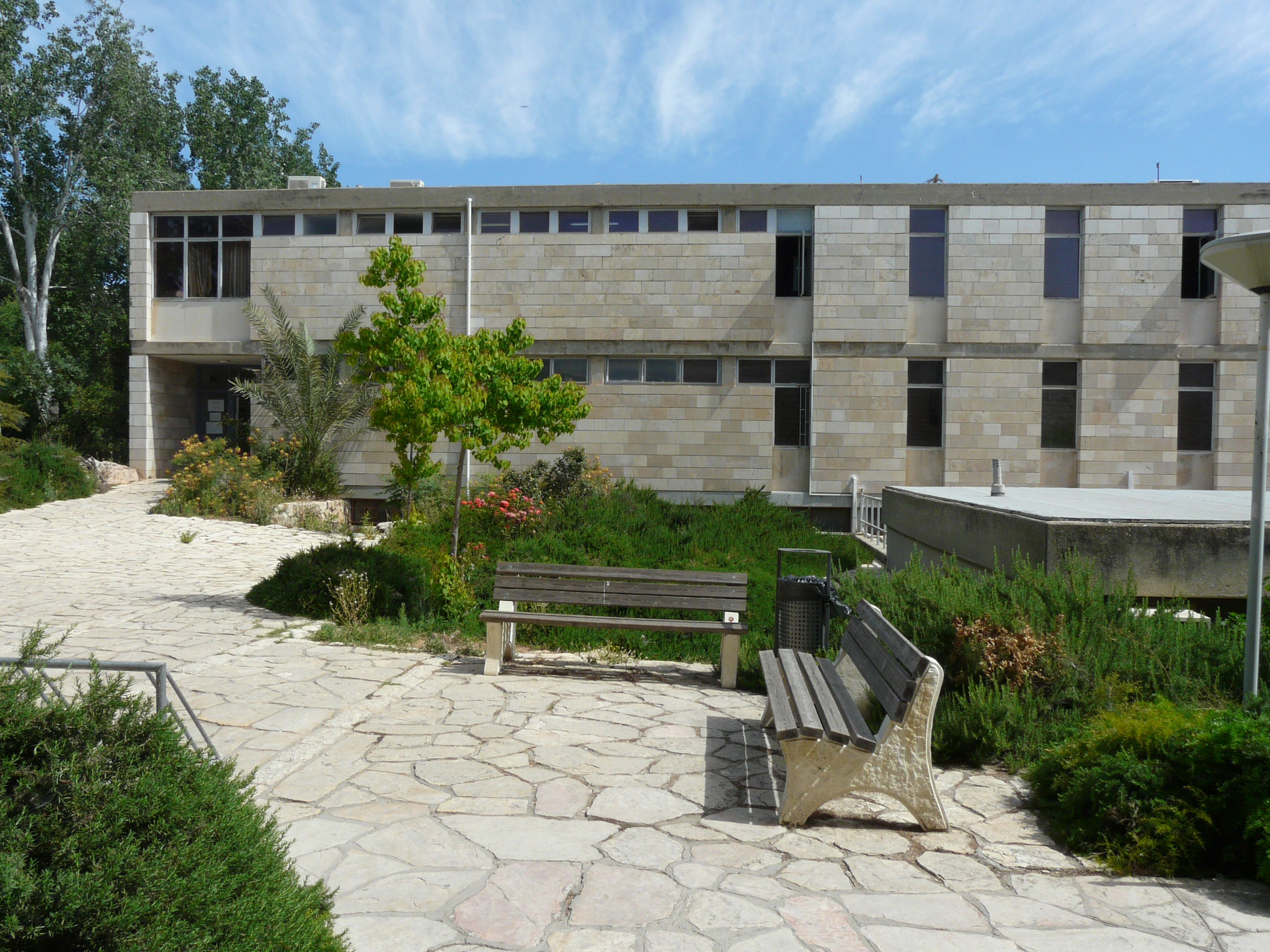
位于耶路撒冷吉瓦特拉姆校园希伯来大学中的拉卡物理研究所

朱利奥·(约埃尔)·拉卡（希伯來語：‎，1909年2月9日—1965年8月28日）是一位出生在意大利的以色列籍物理学家、数学家。

## 简历
1909年2月9日，拉卡出生在意大利佛罗伦萨，1930年获得佛罗伦萨大学学位，后来在罗马师从恩里科·费米攻读物理学。1937年被任命为比萨大学物理学教授。1939年，由于意大利实施反犹太法，拉卡移民至英属巴勒斯坦托管地并被聘为耶路撒冷希伯来大学理论物理学教授，后来历任院长、校长和代理主席。希伯来大学的物理研究所被命名为“拉卡物理研究所”。
在第一次中东战争期间，拉卡曾担任以色列防守斯科普斯山部队的副司令。
拉卡的主要研究领域为量子力学和原子光谱学。他率先设计出了对开壳层原子能级进行分类的系统化通用步骤，直到今天，仍被公认为是计算原子的一项实用技术。 在他与表弟乌戈·法诺合写的一篇专著中对该结构形式进行了描述(《不可约张量设置》，1959年）。
1965年8月28日，拉卡在去往阿姆斯特丹的途中，在佛罗伦萨因取暖器煤气泄漏而窒息死亡，享年56岁。

## 奖状
1958年，拉卡因在精密科学上的贡献而被授予以色列奖；1963年入选美国文理科学院院士。

## 紀念
- 拉卡講座（英语：Racah Lectures in Physics）是耶路撒冷希伯來大學拉卡物理研究所為紀念拉卡而舉辦的年度紀念講座，每年的講師皆為世界一流的物理學家。
- 拉卡环形山，月球上以他的名字命名的一座环形山。

## 备注
1. 1 2  . Physics Today: 118.   [2017-09-07]. Bibcode:1965PhT....18j.118.. doi:10.1063/1.3046917. （原始内容存档于2020-03-22）.
2. ↑  .   [2011-01-18]. （原始内容存档于2012-10-12）.
3. ↑  .   [2017-09-07]. （原始内容存档于2016-11-10）.
4. ↑  . Israel Prize Official Site. （原始内容存档于February 8, 2012）.